# Welcome to the Dollhouse
Welcome to the Dollhouse е вторият албум на американската група „Данити Кейн“, издаден през март 2008 г. Албумът достига първо място в класацията за албуми „Билборд 200“ и е с общи продажби от 500 000 копия в САЩ и получава златен статус.

## Списък с песни

### Стандартно издание
1. Welcome to the Dollhouse (с Пи Диди) – 0:46
2. Bad Girl (с Миси Елиът)	– 4:01
3. Damaged – 4:06
4. Pretty Boy – 3:59
5. Strip Tease – 3:15
6. Sucka for Love – 2:55
7. Secret Place (интерлюдия) – 1:16
8. Ecstasy (с Рик Рос) – 4:36
9. 2 of You – 3:53
10. Lights Out – 3:25
11. Picture This (интерлюдия) – 1:14
12. Poetry – 4:42
13. Key to My Heart – 2:29
14. Flashback (интерлюдия) – 1:13
15. Is Anybody Listening... – 3:27
16. Ain't Going (с Day26 и Donnie Klang) – 3:12

### Target издание
1. Make Me Sick – 3:40

### Американско iTunes издание
1. Show Stopper (Dave Audé Club remix) – 7:26
2. Show Stopper (Solitaire Club remix) – 7:29
3. Damaged (акапела) – 4:06
4. Ain't Going (с Day26 и Donnie Klang) – 3:12
5. Damaged (видеоклип)